# Yoshiko Sai
Yoshiko Sai (佐井 好子, Sai Yoshiko), née le 22 juin 1953 est une chanteuse, compositrice et poète, originaire de la préfecture de Nara.

## Carrière musicale
Yoshiko Sai a commencé à peindre au lycée et était initialement plus intéressée par une carrière dans les arts graphiques. Plus tard, elle a peint elle-même les pochettes de la plupart de ses disques. Sai s'est tourné vers la musique après avoir échoué à entrer à l'université des arts de Kyoto et avoir passé l'année suivante cloué au lit par une maladie rénale. Elle a passé sa maladie à lire des livres qui l'ont inspirée à écrire de la poésie et des chansons. Elle est devenue musicienne professionnelle après avoir rencontré Rabi Nakayama après un concert, qui a été convaincu de la laisser enregistrer son premier album.
Le premier album de Yoshiko a été produit par Yūji Ōno, qui deviendra plus tard célèbre pour avoir écrit la bande originale de Lupin III. Peu de temps après l'enregistrement de son deuxième album, elle écrit des bandes originales de films.
Peu de temps après la sortie de son quatrième album, Yoshiko Sai a pris sa retraite de l'industrie de la musique. Elle est restée discrète jusqu'aux années 2000, lorsque plusieurs rééditions de sa musique et de ses poèmes, ainsi que du nouveau matériel, ont émergé au Japon .

## Discographie

### Albums studio
- Mangekyou (parfois crédité comme Mangekyo ,萬花鏡) (1975)
- Mikko (密航) (1976)
- Taiji no Yume (胎児の夢) (1977)
- Une chambre avec un papillon (蝶のすむ部屋) (1978)
- Taklamakan (タクラマカン) (2008)
- Yoshiko Sai Live 1976/79 (佐井好子 -ライブ) (2008)

### Singles
- À l'âge de 20 ans (二十才になれば) (1975)
- Île inhabitée (人 の い な い 島) (1976)
- Rêve de printemps (春 の 夢) (1977)
- Boule de verre bleu (青 い ガ ラ ス 玉) (2015)

### Albums collaboratifs
- Crimson Voyage (2001) (avec Jojo Hiroshige)

### Poèmes
- Blue Glass Ball (1977)